# Пармен (апостол от 70)
Парме́н — апостол от семидесяти, один из семи диаконов, выбранных апостолами:

В эти дни, когда умножились ученики, произошел у Еллинистов ропот на Евреев за то, что вдовицы их пренебрегаемы были в ежедневном раздаянии потребностей. Тогда двенадцать [Апостолов], созвав множество учеников, сказали: нехорошо нам, оставив слово Божие, пещись о столах. Итак, братия, выберите из среды себя семь человек изведанных, исполненных Святаго Духа и мудрости; их поставим на эту службу… и избрали Стефана, мужа, исполненного веры и Духа Святаго, и Филиппа, и Прохора, и Никанора, и Тимона, и Пармена, и Николая Антиохийца, обращенного из язычников.
— Деян. 6:1-5
Согласно его житию, Пармен с особенным усердием исполнял поручения апостолов и служил при трапезах, но ещё до отъезда апостолов из Иерусалима для проповеди, мирно скончался. В службе святым апостолам за 28 июля (10 августа) сказано: «Великий Пармена пред очима апостолов успе, совершив с тщанием теплым Божественное служение». Впрочем, существует мнение, что Пармен проповедовал Евангелие в Македонии и свои апостольские труды окончил мученическою смертью при императоре Траяне в 117 году (?).
Память апостола Пармена в православной церкви совершается 17 января (4 января по старому стилю) в день Собора Апостолов от семидесяти и 10 августа (28 июля по старому стилю) вместе с другими диаконами-апостолами — Прохором, Никанором и Тимоном.